# 錫安會
錫安會（英文：Zionist Churches）是盛行于非洲南部的一種相信祈禱可以治病的非洲獨立教會。錫安會源自基督教，其規模相當于尼日利亞的祈禱得福會、加納的靈恩會以及非洲其他區域的祈禱得癒派等，都是錫安會的一類。
錫安會的名稱源自1896年于美國芝加哥創立的錫安聖公使徒會。該會在1904年曾經派傳教士到南非傳教，宣導祈禱療法。錫安聖公使徒會洗禮時會把受洗者浸入水中三次，相信基督即將復臨。
非洲的錫安聖公使徒會在1908年又接觸到了美國基督教中的五旬節派使徒信心會的傳教士，被告知由于錫安聖公使徒會沒有經過聖靈第二次洗禮，是以缺乏特殊能力。所以之後又創立了五旬節派錫安使徒會。
錫安使徒會又衍生出許多獨立教會，通稱為錫安會或聖恩會。
錫安會在20世紀20年代，由與錫安會有接觸的工農階級傳入津巴布韋。之後錫安會不斷分化。
20世紀60年代，以馬蘭凱為首的非洲使徒會規模最大，在津巴布韋據說有5萬信徒。